# Kamjanetski Rajon
Kamjanetski Rajon (vitryska: Камянецкі Раён, ryska: Каменецкий район) är ett distrikt i Belarus.   Det ligger i voblasten Brests voblast, i den västra delen av landet, 300 km sydväst om huvudstaden Minsk.